# Portas

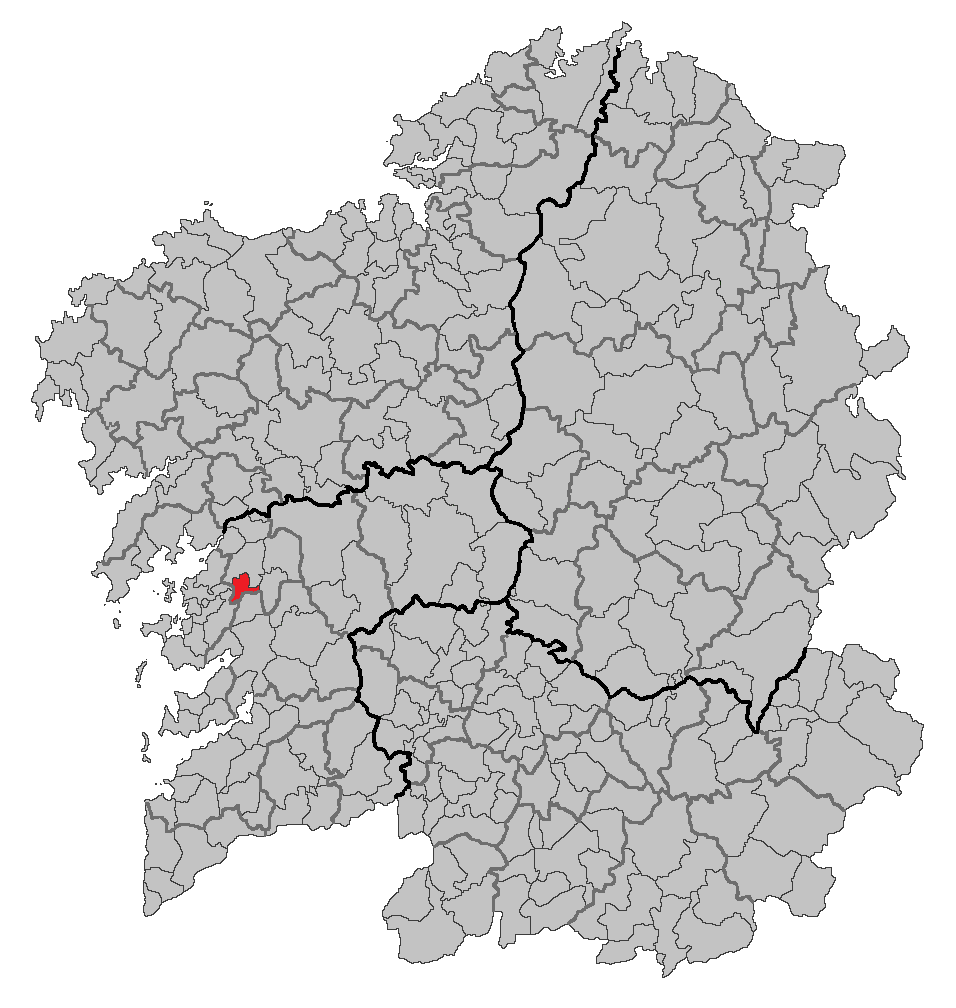
Portas, Pontevedra, Galizia

Portas è un comune spagnolo di 3 205 abitanti situato nella comunità autonoma della Galizia.